# Richard McClure
Richard Neil "Dick" McClure, född 20 januari 1935 i Comox i British Columbia, död 10 maj 2024, var en kanadensisk roddare.
McClure blev olympisk silvermedaljör i åtta med styrman vid sommarspelen 1956 i Melbourne.